# Penelope
För andra betydelser, se Penelope (olika betydelser).
Penelope var en hjältinna i grekisk mytologi. Hon var hustru till Odysseus och dotter till Ikarios.
Penelope brukar beskrivas som lojaliteten och trofastheten förkroppsligad. Under den långa perioden då Odysseus krigade i Troja och under hans likaledes utdragna hemfärd därifrån, då han inte hördes av på tio år, var hon hela tiden övertygad om att han skulle återvända till henne.
Under denna tid var hon omgiven av friare och för att slippa dem, sade hon att hon inte ämnade gifta om sig förrän den svepduk hon arbetade på var färdig. Hela dagen vävde hon och på natten sprättade hon upp vad hon gjort på dagen; på så sätt skulle hon aldrig bli tvungen att välja en ny make.
När Odysseus slutligen kom hem, fann han huset fullt av oförskämda friare som åt och drack och inte ville resa sin väg förrän Penelope valt sig en ny make. Hon förklarade, att hon skulle gifta sig med den som kunde skjuta en pil med Odysseus' båge. Endast Odysseus, just hemkommen efter tjugo års irrfärder och förklädd till tiggare, förmådde spänna bågen och sköt därefter de fräcka våldgästarna.

## Galleri

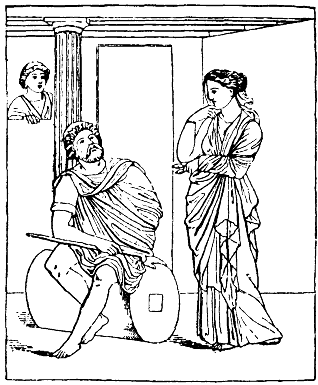
Penelope och Odysseus som tiggare innan han blivit igenkänd av henne.
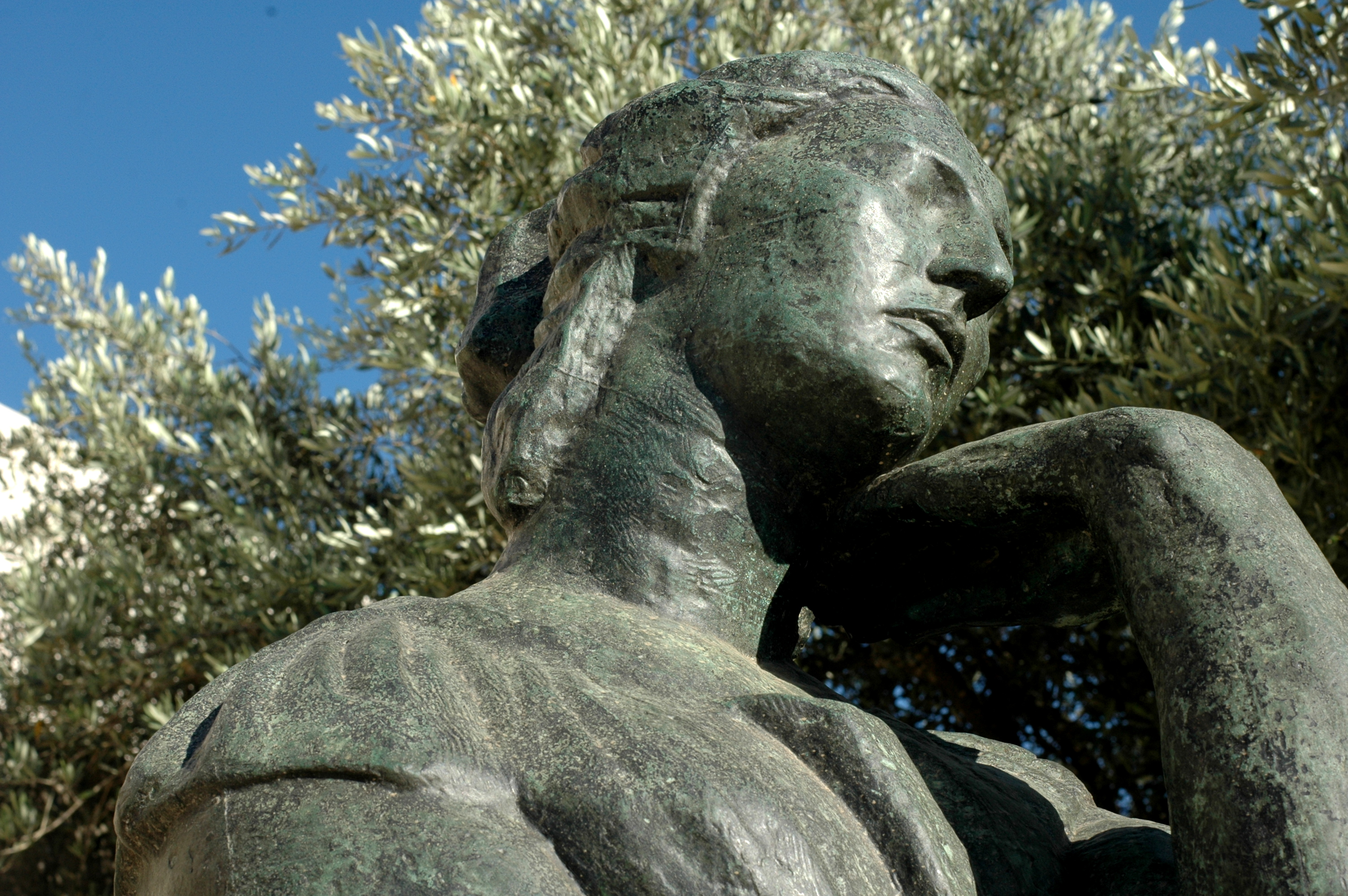
En staty föreställande Penelope utförd av Emile-Antoine Bourdelle.